# ヴラディスラフ・シューチ
ヴラディスラフ・アレクセーイェヴィチ・シューチ（ロシア語: Владислав Алексеевич Шуть；英語: Vladislav Shoot, 1941年3月3日 ヴォズネセンスク – ）は旧ソ連出身のイギリスの作曲家。1990年代初頭に移住して、ダーティントンホールに定住した。

## 経歴
1941年、ウクライナ・ソビエト社会主義共和国ミコライウ州ヴォズネセンスクに生まれた。モスクワ国立グネーシン音楽学校において作曲をニコライ・ペイコに師事し、1967年に修了。
同1967年より1982年までモスクワの楽譜出版社ソヴェツキー・コンポジトル（ロシア語: Совецкий Композитор）に編集者・楽譜校正者として勤務。1982年にフリーランスの作曲家に転身し、映画音楽の作曲で生計を立てた。1990年に、エディソン・デニソフ率いるモスクワの作曲家小集団と共同でソ連現代音楽協会を設立。これはロシア革命直後に設立された、ロシア・アヴァンギャルド音楽部門の作曲家たちによる同名の団体を復活させたものだった。
渡英後
1992年に渡英し、1995年までアーティスト・イン・レジデンスに選任されたのをきっかけにダーティントンホールに定住し、現在も同地に暮らしている。
シューチの作品は、ペータース社の子会社M.P.ベライエフ（フランクフルト）やショット社（マインツ）、ブージー・アンド・ホークス社、ハンス・シコルスキー社によって出版されている。

## 家族・親族
- 息子：エリ・シューチも作曲家であり、テュレーン大学音楽学部の教授である。
- 娘：ニカ・シューチはピアニスト。

## 作曲作品とその特徴
シューチの作品は、1980年代以降の西側で好評を博してきた。シューチは小さめの編成を好み、最大でも室内オーケストラ程度の人数しか採用しない。小規模なアンサンブルを、響きの構成体や、多層的な響きの集合と結び付けている。音列技法を捨てずに、ロマン派以降の要素を利用し、過去の作曲家から引用する。シューチは、「管理された偶然性」という作曲技法の枠内で、演奏者に解釈のある程度の自由を認めている。
作品はヨーロッパ各地や韓国、アメリカ合衆国の演奏会場や音楽祭で盛んに演奏されている。イギリスで作曲された作品は、BBC交響楽団やフィルハーモニア管弦楽団、シンフォニア21など、イギリス国内の主要な団体によって上演されている。

## 主要作品一覧

### 交響曲
- オルガンと小オーケストラのための《ラルゴ交響曲（Largo Sinfonia）》 （1981年）
- 4つのチェロとコントラバス、ティンパニのための《室内交響曲 第1番（Sinfonia da Camera No. 1）》 1973年）
- フルート、オーボエ、クラリネット、サクソフォン、ファゴット、ヴィオラ、チェロ、コントラバスのための《室内交響曲 第2番（Sinfonia da Camera No. 2）》 （1975年）
- フルート、オーボエと2群のアンサンブル（打楽器と弦楽合奏）のための《室内交響曲 第3番 （Sinfonia da Camera No. 3）》 （1978年）
- タムタムと弦楽合奏のための《室内交響曲 第4番 （Sinfonia da Camera No. 4）》 （1992年）
- 小オーケストラのための《室内交響曲 第5番 （Sinfonia da Camera No. 5》 （1992年）
- 弦楽オーケストラと打楽器のための《室内交響曲 第6番 （Sinfonia da Camera No. 6）》 （2005年）
- 大オーケストラのための交響曲《南十字星》 （1998年）

### 管弦楽曲
- フルート、ファゴット、プリペアドピアノ、弦楽オーケストラのための《ロマンティックな伝言（Romantic Messages）》 （1979年）
- 小オーケストラのための（15人の奏者のための）《何ゆえに （Warum?）》 （1986年）
- 大オーケストラのための《魂より出でて（Ex Animo）》 （1988年）
- 弦楽セレナード（1995年）
- リコーダー、ヴィブラフォン、弦楽オーケストラのための《嬉遊曲（Divertimento）》 （1997年）

### 室内楽曲
- ヴァイオリンとピアノのための《幻想ソナタ（Sonata-fantasia）》 （1969年、2001年改訂）
- ヴァイオリンとピアノのための児童用の20の小品《カッコウの詩》 （1969年、1999年改訂）
- 無伴奏チェロ・ソナタ（1970年、1999年改訂）
- ヴァイオリンとピアノのための《青少年のためのアルバム》 （1971年、1999年改訂）
- ホルンとピアノのための《5つのやさしい小品》 （1976年、2001年改訂）
- フルートのための《小ソナタ（Sonata Breve）》 （1977年）
- ファゴット、チェロ、打楽器のための《三重奏曲》 （1978年）
- ファゴットのための独奏曲（Solo per Fagotto） （1978年）
- サクソフォン、ハープ、コントラバスと打楽器のための《変身（Metamorphosis）》 （1979年）
- 2つのクラリネットとバスクラリネットのための《木管三重奏曲》 （1982年）
- 6つの打楽器のための《寓話（Parable）》 （1983年）
- フルート、オーボエ、ヴァイオリン、チェロ、ピアノのための《エスプレッシーヴォ（Espressivo）》 （1984年）
- ホルン、2つのトランペット、トロンボーン、チューバのための金管五重奏曲《墓碑銘（Epitaph）》 （1984年）
- ヴィオラとピアノのための《小パルティータ（Mini-partita）》 （1987年）
- ファゴットと弦楽四重奏のための《4つの幻影（Four Versions）》 （1990年）
  - ファゴットと弦楽三重奏による別稿（1996年版）あり
- ヴァイオリン、チェロ、ピアノのための《捧げもの》 （1991年）
- 弦楽四重奏のための《セレナード》 （1994年）
- フルートとチェンバロのため《パントマイム》 （1995年）
- 弦楽四重奏とピアノのための《コン・パッショーネ（Con Passione）》 （1995年）
- クラリネットと弦楽四重奏のための《アモローソ（Amoroso）》 （1996年）
- アコーディオンのための《シャコンヌ（Chaconne）》 （1999年）
- 木管五重奏（フルート、オーボエ、クラリネット、ファゴット、ピアノ）のための《パストラル（Pastorale）》 （2002年）
- 3つの打楽器のための《永久なる急速（Eternal Rest）》 （2002年）
- 弦楽四重奏のための《組曲》 （2003年）
- クラリネット、ホルン、弦楽四重奏、ピアノ、打楽器のための《ショスタコーヴィチとの3度の出逢い》 （2006年）

### 合唱曲
- 混声合唱曲《彼女が出入りした（She came and went）》（原詩：ジェームズ・ラッセル・ローウェル、2001年）
  - 混声合唱とソプラノリコーダー独奏による版も同年に作成されている
- 混声合唱曲《2つの聖なるソネット（Two Holy Sonnets）》（原詩：ジョン・ダン、2003年）

### 声楽曲
- メゾソプラノとピアノのための《ロバート・バーンズの2つの歌》 （サムイル・マルシャークによる露訳、1964年、改訂2002年）
- 高声とピアノのための《セルゲイ・ゴロデツキーの6つの詩》（1970年）
- 中声とピアノのための《閃光》（ボリス・パステルナーク、 1988年）
- 高声、2つのクラリネット、ヴィオラ、チェロ、コントラバスのための《予感（ドイツ語: Vorgefühl）》（原詩：ライナー・マリア・リルケ、1993年）
- ソプラノと弦楽四重奏のための《パーシー・シェリーの4つの詩》 （1994年）
- 高声、フルート、クラリネット、弦楽四重奏のための《オシップ・マンデリシタームの3つの詩》 （1994年）
- 高声とリコーダー、弦楽四重奏のための《昼も夜も（Day and Night）》 （原詩：フョードル・チュッチェフ、2000年）
- ソプラノ、クラリネットと打楽器のための《粉挽きの娘（The Miller's Daughter）》（原詩：イングランド民謡のバラッド、2001年）

### ピアノ曲
- 影絵（Silhouettes） 1973年
- ソナチネ （Sonatina） 1974年、2002年改訂
- 子供のためのアルバム 　1975年、1995年改訂

### オルガン曲
- 告解 （Confession） 1993年、2000年改訂

## 映画音楽・テレビ音楽
- 前線からの手紙（Привет с фронта, 1983年、テレビ音楽）
- 秘密の土地（Тайна земли, 1985年）
- バザール通りの回転木馬（Карусель на базарной площади, 1986年）
- 愛と友情と運命について（Про любовь, дружбу и судьбу, 1987年）
- アムランガ（Амуланга, 1987年）
- 船（Корабль, 1988年）
- 報復（Месть, 1989年）
  - 英題は「紅い横笛（The Red Flute）」）
- 採石場（Карьер, 1990年）
- スチェパーン・グスリャコフのハーレム（Гарем Степана Гуслякова, 1990年）
- 皇帝暗殺（Цареубийца, 1991年）
- 開口部（Люк, 1991年）
- 銀の匙（Серебряные Ложки, 1991年）
- 狂気の恋Сумасшедшая Любовь, 1992年）